# Malacoscylus elegantulus
Malacoscylus elegantulus är en skalbaggsart som beskrevs av Maria Helena M. Galileo och Martins 2005. Malacoscylus elegantulus ingår i släktet Malacoscylus och familjen långhorningar. Inga underarter finns listade i Catalogue of Life.